# Alex Schwengle
Carlos Alex (Alex) Schwengle (24 april 1969) is een Arubaans voormalig politicus. Namens de Arubaanse Volkspartij was hij van 2013 tot 2017 minister van Volksgezondheid, Ouderenzorg en Sport.
Na het afronden van het VWO op Aruba studeerde Schwengle geneeskunde aan de Vrije Universiteit in Amsterdam. Daarna werkte hij in Aruba als poortarts en Nederland als arts. Vanaf 2010 werkte hij als longarts in het Horacio Oduber Hospitaal. In 2013 nam hij deel aan de verkiezingen als kandidaat op de AVP-lijst en werd op 30 oktober 2013 beëdigd als minister in het kabinet Eman II. Tijdens zijn ministerschap werkte hij een verplicht aantal uren per maand als longarts om zijn medische bevoegdheid te behouden. Na de verkiezingen van 2017 zag hij af van zijn statenzetel en keerde terug naar het Horacio Oduber Hospitaal. Medio 2021 ging hij aan de slag op Bonaire in de gedeelde functie van longarts en medisch directeur van de stichting Mariadal. 
Schwengle is gehuwd en heeft twee kinderen.